# Epipocus nanus
Epipocus nanus är en skalbaggsart som beskrevs av Strohecker 1977. Epipocus nanus ingår i släktet Epipocus och familjen svampbaggar. Inga underarter finns listade i Catalogue of Life.